# 2012年の宝塚歌劇公演一覧
本項目では、2012年の宝塚歌劇公演一覧（2012ねんのたからづかかげきこうえんいちらん）について示す。

## 宝塚大劇場公演

### 花組
- 1月1日（日） - 1月30日（月）
  - 『復活 -恋が終わり、愛が残った-<レフ・トルストイ・作「復活」より>』（石田昌也　脚本・演出）
  - 『カノン -Our Melody-』（三木章雄　作・演出）

外部リンク
- 宝塚歌劇団・公演案内

### 月組
- 2月3日（金） - 3月5日（月）
  - 『エドワード8世 -王冠を賭けた恋-』（大野拓史　作・演出）
  - 『Misty Station -霧の終着駅-』（齋藤吉正　作・演出）

外部リンク
- 宝塚歌劇団・公演案内

### 雪組
- 3月9日（金） - 4月9日（月）
  - 『ドン・カルロス<シラー・作「スペインの太子ドン・カルロス」より>』（木村信司　脚本・演出）
  - 『Shining Rhythm!』（中村一徳　作・演出）

外部リンク
- 宝塚歌劇団・公演案内

### 宙組
- 4月13日（金） - 5月14日（月）
  - 『華やかなりし日々』（原田諒　作・演出）
  - 『クライマックス -Cry Max-』（三木章雄　作・演出）

外部リンク
- 宝塚歌劇団・公演案内

### 星組
- 5月18日（金） - 6月18日（月）
  - 『ダンサ セレナータ』（正塚晴彦　作・演出）
  - 『Celebrity -セレブリティ-』（稲葉太地　作・演出）

外部リンク
- 宝塚歌劇団・公演案内

### 月組
- 6月22日（金） - 7月23日（月）
  - 『ロミオとジュリエット』（ウィリアム・シェイクスピア　原作、ジェラール・プレスギュルビック 作、小池修一郎　潤色・演出）

外部リンク
- 宝塚歌劇団・公演案内

### 花組
- 7月27日（金） - 8月27日（月）
  - 『サン＝テグジュペリ -「星の王子さま」になった操縦士(パイロット)-』（谷正純　作・演出）
  - 『CONGA(コンガ)!!』（藤井大介　作・演出）

外部リンク
- 宝塚歌劇団・公演案内

### 宙組
- 8月31日（金） - 10月8日（月）
  - 『銀河英雄伝説@TAKARAZUKA』（田中芳樹 原作、小池修一郎　脚本・演出）

外部リンク
- 宝塚歌劇団・公演案内

### 雪組
- 10月12日（金） - 11月12日（月）
  - 『JIN -仁-』（村上もとか　原作、齋藤吉正　脚本・演出）
  - 『GOLD SPARK! -この一瞬を永遠に-』（中村暁　作・演出）

外部リンク
- 宝塚歌劇団・公演案内

### 星組
- 11月16日（金） - 12月15日（土）
  - 『宝塚ジャポニズム -序破急-』（植田紳爾　作・演出）
  - 『めぐり会いは再び 2nd -Star Bride-』（小柳奈穂子　作・演出）
  - 『Etoile de TAKARAZUKA(エトワール ド タカラヅカ)』（藤井大介　作・演出）

外部リンク
- 宝塚歌劇団・公演案内

## 東京宝塚劇場公演

### 星組
- 1月2日(月) - 2月5日(日)
  - 『オーシャンズ11』（小池修一郎　脚本・演出）

外部リンク
- 宝塚歌劇団・公演案内

### 花組
- 2月10日(金) - 3月18日(日)
  - 『復活 -恋が終わり、愛が残った-<レフ・トルストイ・作「復活」より>』（石田昌也　脚本・演出）
  - 『カノン -Our Melody-』（三木章雄　作・演出）

外部リンク
- 宝塚歌劇団・公演案内

### 月組
- 3月23日(金) - 4月22日(日)
  - 『エドワード8世 -王冠を賭けた恋-』（大野拓史　作・演出）
  - 『Misty Station -霧の終着駅-』（齋藤吉正　作・演出）

外部リンク
- 宝塚歌劇団・公演案内

### 雪組
- 4月27日(金) - 5月27日(日)
  - 『ドン・カルロス<シラー]・作「スペインの太子ドン・カルロス」より>』（木村信司　脚本・演出）
  - 『Shining Rhythm!』（中村一徳　作・演出）

外部リンク
- 宝塚歌劇団・公演案内

### 宙組
- 6月1日(金) - 7月1日(日)
  - 『華やかなりし日々』（原田諒　作・演出）
  - 『クライマックス -Cry Max-』（三木章雄　作・演出）

外部リンク
- 宝塚歌劇団・公演案内

### 星組
- 7月6日(金) - 8月5日(日)
  - 『ダンサ セレナータ』（正塚晴彦　作・演出）
  - 『Celebrity -セレブリティ-』（稲葉太地　作・演出）

外部リンク
- 宝塚歌劇団・公演案内

### 月組
- 8月10日(金) - 9月9日(日)
  - 『ロミオとジュリエット』（ウィリアム・シェイクスピア　原作、ジェラール・プレスギュルヴィック 作、小池修一郎　潤色・演出）

外部リンク
- 宝塚歌劇団・公演案内

### 花組
- 9月14日(金) - 10月14日(日)
  - 『サン＝テグジュペリ -「星の王子さま」になった操縦士(パイロット)-』（谷正純　作・演出）
  - 『CONGA(コンガ)!!』（藤井大介　作・演出）

外部リンク
- 宝塚歌劇団・公演案内

### 宙組
- 10月19日(金) - 11月18日(日)
  - 『銀河英雄伝説@TAKARAZUKA』（田中芳樹 原作、小池修一郎　脚本・演出）

外部リンク
- 宝塚歌劇団・公演案内

### 雪組
- 11月23日(金) - 12月24日(月)
  - 『JIN -仁-』（村上もとか　原作、齋藤吉正　脚本・演出）
  - 『GOLD SPARK! -この一瞬を永遠に-』（中村暁　作・演出）

外部リンク
- 宝塚歌劇団・公演案内

## 宝塚バウホール公演

### 雪組
- 1月5日(木) - 1月16日(月)　
  - 『インフィニティ -限りなき世界-』（稲葉太地　作・演出）

外部リンク
- 宝塚歌劇団・公演案内

### 宙組
- 1月27日(金) - 2月7日(火)
  - 『ロバート・キャパ 魂の記録』（原田諒　作・演出）

外部リンク
- 宝塚歌劇団・公演案内

### 星組
- 3月19日(月) - 3月31日(土)　
  - 『天使のはしご～ジェーン・オースティン・作「高慢と偏見」より～』（鈴木圭　脚本・演出）

外部リンク
- 宝塚歌劇団・公演案内

### 花組
- 5月3日(木) - 5月14日(月)　
  - 『近松・恋の道行』(植田景子　脚本・演出）

外部リンク
- 宝塚歌劇団・公演案内

### 雪組
- 7月19日(木) - 7月30日(月)　
  - 『双曲線上のカルテ ～渡辺淳一・作「無影燈」より～』（石田昌也　脚本・演出）

外部リンク
- 宝塚歌劇団・公演案内

### 星組
- 9月6日(木) - 9月17日(月)
  - 『ジャン・ルイ・ファージョン -王妃の調香師-』（植田景子　作・演出）

外部リンク
- 宝塚歌劇団・公演案内

### 月組
- 10月11日(木) - 10月22日(月)
- 『春の雪 ～三島由紀夫・著「春の雪」（豊饒の海・第一巻）より～』（生田大和　脚本・演出）

外部リンク
- 宝塚歌劇団・公演案内

### 花組
- 11月15日(木) - 11月26日(月)
  - 『Victorian Jazz（ヴィクトリアン ジャズ）』（田渕大輔　作・演出）

外部リンク
- 宝塚歌劇団・公演案内

## その他の日本公演

### 雪組
- 1月13日(金) - 1月20日(金)　東京・日本青年館
  - 『Samourai（サムライ）～著・月島総記「巴里の侍」（メディアファクトリー・刊）より～』（谷正純　作・演出）

外部リンク
- 宝塚歌劇団・公演案内

### 宙組
- 2月1日(水)～2月24日(金)　中日劇場
  - 『仮面のロマネスク』（柴田侑宏　脚本、植田景子　演出）
  - 『Apasionado!!II』（藤井大介　作・演出）

- 2月15日(水) - 2月20日(月)　日本青年館
  - 『ロバート・キャパ 魂の記録』（原田諒　作・演出）

外部リンク
- 宝塚歌劇団・公演案内　中日劇場公演
- 宝塚歌劇団・公演案内　日本青年館公演

### 星組
- 3月7日(水) - 3月12日(月)　日本青年館
  - 『天使のはしご～ジェーン・オースティン・作「高慢と偏見」より～』（鈴木圭　脚本・演出）

- 3月8日(木) - 3月20日(火)　大阪・シアター・ドラマシティ
  - 柚希礼音スペシャル・ライブ『REON!!』（藤井大介　作・演出）

- 3月25日(日) - 4月1日(日)　日本青年館
  - 柚希礼音スペシャル・ライブ『REON!!』（藤井大介　作・演出）

外部リンク
- 宝塚歌劇団・公演案内　日本青年館公演『天使のはしご』
- 宝塚歌劇団・公演案内　シアター・ドラマシティ公演『REON!!』
- 宝塚歌劇団・公演案内　日本青年館公演『REON!!』

### 花組
- 4月28日(土) - 5月27日(日)　全国ツアー
  - 『長い春の果てに』（アレクサンドル・アルカディ　原作、石田昌也　脚本・演出）
  - 『カノン -Our Melody-』（三木章雄　作・演出）

外部リンク
- 宝塚歌劇団・公演案内

#### 公演場所
- 4月28日（土）・29日（日）　市川市文化会館（千葉県）
- 4月30日（月）　オリンパスホール八王子（東京都）
- 5月2日（水）　北九州ソレイユホール(旧・九州厚生年金会館)（福岡県）
- 5月4日（金）・5日（土）・6日（日）　福岡市民会館（福岡県）
- 5月8日（火）　iichiko総合文化センター（大分県）
- 5月10日（木）　山口県立劇場・ルネッサながと
- 5月12日（土）　ALSOKホール(旧・広島郵便貯金ホール)（広島県）
- 5月13日（日）　ふくやまリーデンローズ（広島県）
- 5月15日（火）　とりぎん文化会館梨花ホール(鳥取県立県民文化会館)
- 5月17日（木）　東金文化会館（千葉県）
- 5月19日（土）・20日（日）　神奈川県民ホール
- 5月21日（月）　川口総合文化センター（埼玉県）
- 5月23日（水）　多治見市文化会館（岐阜県）
- 5月24日（木）　ひこね市文化プラザ（滋賀県）
- 5月26日（土）・27日（日）　梅田芸術劇場・メインホール（大阪府）

### 花組
- 5月23日(水) - 5月28日(月)　日本青年館
  - 『近松・恋の道行』（植田景子　脚本・演出）

外部リンク
- 宝塚歌劇団・公演案内

### 雪組
- 7月7日(土) - 7月23日(月)　梅田芸術劇場・メインホール
  - 『フットルース』（小柳奈穂子　潤色・演出）

- 8月1日(水) - 8月25日(土)　博多座
  - 『フットルース』（小柳奈穂子　潤色・演出）

- 8月8日(水) - 8月13日(月)　日本青年館
  - 『双曲線上のカルテ ～渡辺淳一・作「無影燈」より～』

外部リンク
- 宝塚歌劇団・公演案内 梅田芸術劇場公演『フットルース』
- 宝塚歌劇団・公演案内　博多座公演『フットルース』
- 宝塚歌劇団・公演案内　日本青年館公演『双曲線上のカルテ』

### 星組
- 9月8日(土) - 9月30日(日)　全国ツアー
  - 『琥珀色の雨にぬれて』（柴田侑宏　作、正塚晴彦　演出）
  - 『Celebrity -セレブリティ-』（稲葉太地　作・演出）

外部リンク
- 宝塚歌劇団・公演案内

#### 公演場所
- 9月8日（土）・9日（日）　グリーンホール相模大野（神奈川県）
- 9月11日（火）　新潟県民会館
- 9月13日（木）　オーバード・ホール（富山県）
- 9月15日（土）　四日市市文化会館（三重県）
- 9月16日（日）・17日（月）　日本特殊陶業市民会館フォレストホール(名古屋市民会館)（愛知県）
- 9月19日（水）　神奈川県民ホール
- 9月20日（木）　大宮ソニックシティ（埼玉県）
- 9月22日（土）・23日（日）　イズミティ21（宮城県）
- 9月25日（火）　ニトリ文化ホール(旧・北海道厚生年金会館）（北海道札幌市）
- 9月27日（木）　岩手県民会館
- 9月29日（土）・30日（日）　梅田芸術劇場・メインホール（大阪府）

### 星組
- 9月25日(火) - 9月30日(日)　日本青年館
  - 『ジャン・ルイ・ファージョン -王妃の調香師-』（植田景子　作・演出）

外部リンク
- 宝塚歌劇団・公演案内

### 月組
- 10月20日(土) - 11月14日(水)　全国ツアー
  - 『愛するには短すぎる』（小林公平　原案、正塚晴彦　脚本・演出）
  - 『Heat on Beat!（ヒート オン ビート）』（三木章雄　作・演出）

外部リンク
- 宝塚歌劇団・公演案内

#### 公演場所
- 10月20日（土）・21日（日）　さいたま市文化センター（埼玉県）
- 10月23日（火）　アクトシティ浜松（静岡県）
- 10月24日（水）　静岡市民文化会館（静岡県）
- 10月26日（金）　北九州ソレイユホール(旧・九州厚生年金会館)（福岡県）
- 10月27日（土）・28日（日）　福岡市民会館（福岡県）
- 10月30日（火）　呉市文化ホール（広島県）
- 11月1日（木）　須崎市立市民文化会館（高知県）
- 11月3日（土）　倉敷市民会館（岡山県）
- 11月4日（日）　アルファあなぶきホール(香川県県民ホール)
- 11月6日（火）　郡山市民文化センター（福島県）
- 11月7日（水）　宇都宮市文化会館（栃木県）
- 11月8日（木）　桐生市市民文化会館（群馬県）
- 11月10日（土）　まつもと市民・芸術館（長野県）
- 11月11日（日）　長野県伊那文化会館
- 11月13日（火）・14日（水）　梅田芸術劇場・メインホール（大阪府）

### 月組
- 10月31日(水) - 11月5日(月)
- 『春の雪 ～三島由紀夫・著「春の雪」（豊饒の海・第一巻）より～』（生田大和　脚本・演出）

外部リンク
- 宝塚歌劇団・公演案内

### 花組
- 11月22日(木) - 11月29日(木)　日本青年館
- 蘭寿とむコンサート Song & Dance『Streak of Light -一筋の光…-』（酒井澄夫　作・演出）

- 12月5日(水) - 12月17日(月)　大阪・シアタードラマシティ
- 蘭寿とむコンサート Song & Dance『Streak of Light -一筋の光…-』（酒井澄夫　作・演出）

外部リンク
- 日本青年館公演
- シアター・ドラマシティ公演

### 専科
- 12月7日(金) - 12月10日(月)　日本青年館
  - 『おかしな二人 -THE ODD COUPLE（Original Version）by Neil Simon-』（ニール・サイモン　原作、石田昌也　脚色・演出）

外部リンク
- 宝塚歌劇団・公演案内